# Tony Singletary
Tony Singletary é um diretor de televisão estadunidense. Ficou conhecido por trabalhar em The Cosby Show, Charles in Charge, One Day at a Time, Who's the Boss, Silver Spoons, Gimme a Break!, Martin, Married... with Children e 227.